# Цзиньтай
Цзиньта́й (кит. упр. 金台, пиньинь Jīntái) — район городского подчинения городского округа Баоцзи провинции Шэньси (КНР). Район назван по находящемуся на его территории даосскому храму Цзиьтайгуань.

## История
Начиная со времён династии Цинь эти места входили в состав уезда Чэньцан (陈仓县). При империи Тан в 758 году уезд Чэньцан был переименован в Баоцзи (宝鸡县).
Во время гражданской войны эти места были заняты войсками коммунистов в июле 1949 года, и властями коммунистов урбанизированная часть уезда Баоцзи была выделена в город Баоцзи; город был разделён на четыре района. В июне 1950 года районам вместо названий были даны номера: район Сяньчэн (县城区) стал районом № 1, район Синьши (新市区) — районом № 2, а район Шилипу (十里铺区) — районом № 4. В сентябре 1951 года район № 2 был разделён на район № 2 и район №3, а район № 4 был переименован в район № 5. В июле 1955 года районы вместо номеров вновь получили названия, и район № 1 стал районом Чэнгуань (城关区), район № 2 — районом Цзиньтай, район № 3 — районом Цзиньлин (金陵区), а район № 5 — районом Шилипу. В марте 1956 года районы Чэнгуань и Вэйбинь были объединены в район № 1, районы Цзиньтай и Цзиньлин — в район № 2, район Доуцзи был переименован в район № 3, а район Маин (马营区) с частью земель, перешедших под юрисдикцию города, стал районом № 4. В мае 1956 года районы Цзиньтай и Доуцзи были созданы вновь. В октябре 1958 года районы были переименованы в коммуны. В январе 1959 года коммуны Вэйбинь, Доуцзи, Цинцзян и Цзиньтай были объединены в коммуну Цзиньтай.
В октябре 1961 года коммуна Цзиньтай была расформирована, и вновь были созданы районы Цзиньтай и Доуцзи. В январе 1967 года во время Культурной революции район Цзиньтай был переименован в Чаоян (朝阳区), а район Доуцзи — в Сянъян (向阳区), но в сентябре 1968 года им были возвращены прежние названия. В 1971 году к району Цзиньтай был присоединён район Доуцзи и часть земель расформированного Пригородного района (郊区).
В 1980 году были расформированы округ Баоцзи и город Баоцзи, и создан Городской округ Баоцзи.

## Административное деление
Район делится на 7 уличных комитетов и 4 посёлков.